# Paul Okalik
Pour les articles homonymes, voir Okalik.
Paul Okalik (en syllabaire inuktitut : ᐹᓪ ᐅᑲᓕᖅ, prononcé en inuktitut : /paːl ukaliq/), né le 26 mai 1964 à Pangnirtung, est un journaliste et homme politique canadien. 1er premier ministre du Nunavut, il occupe cette fonction de 1999 à 2008.

## Biographie

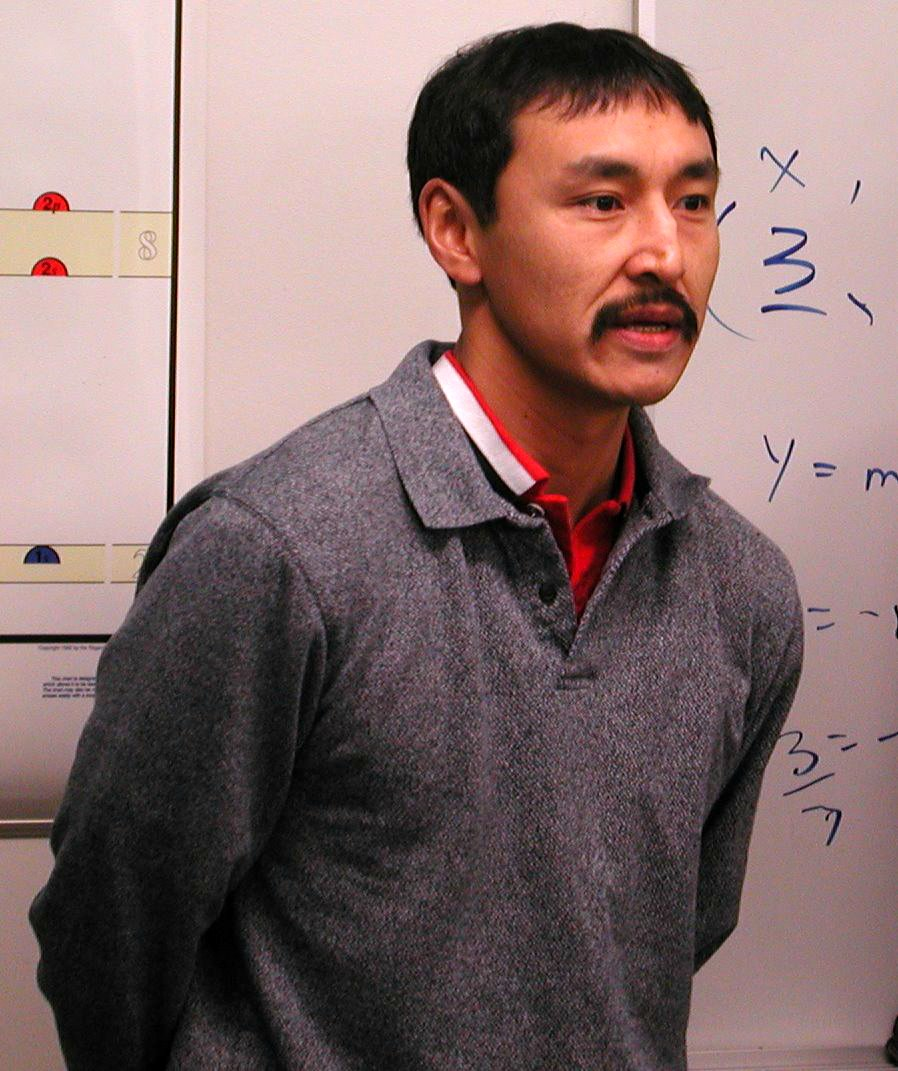

### Jeunesse
Il est le plus jeune des dix enfants d'Auyaluk et Annie Okalik. Il est envoyé dans un pensionnat autochtone de Frobisher Bay à l'âge de 15 ans mais revient une année plus tard dans son village natal de Pangnirtung. Il commence alors une série d'emplois temporaires dont un en étant apprenti à la mine Nanisivik. 

### Études et début en politique
Au début des années 1980, il commence à s'intéresser au développement politique inuit et commence à travailler pour la Nunavut Tunngavik en tant que négociateur pour l'Accord sur les revendications territoriales du Nunavut. Cet accord signé en 1993 mènera à la création du territoire du Nunavut.
Okalik obtient un baccalauréat en science politique à l'Université Carleton puis un baccalauréat en droit de l'Université d'Ottawa. En 1998, de retour à Iqaluit, il pratique le droit au sein du cabinet Crawford et de la clinique juridique Maliganik Tukisiniakvik. En 1999, il est admis au barreau des Territoires du Nord-Ouest, devenant le premier avocat inuit au Canada.

### Figure politique du Nunavut
Aux premières élections générales nunavoises de 1999, Paul Okalik est élu membre de l'Assemblée législative du nouveau territoire dans la circonscription d'Iqaluit Ouest. Le 1er avril 1999, l'Assemblée le désigne premier ministre du Nunavut. Il remporte les élections suivantes de 2004. Aux élections de 2008, il est élu député d'Iqaluit Ouest pour un troisième mandat mais échoue à conserver le poste de premier ministre. Le 4 novembre 2010, il est élu président de l'Assemblée législative en remplacement de James Arreak, nommé ministre de la Culture.
Il abandonne son mandat à l'Assemblée du Nunavut pour se présenter comme candidat du Parti libéral de la circonscription du Nunavut lors des élections fédérales du 2 mai 2011. Il est cependant battu par Leona Aglukkaq, députée sortante et candidate du Parti conservateur. Lors des élections générales nunavoises de 2013, il retourne en politique territoriale et est élu député à dans la nouvelle circonscription d'Iqaluit-Sinaa. Il perd néanmoins son poste lors des élections suivantes.

## Distinctions honorifiques
- 2005 : doctorat honorifique en droit (Université Carleton)
- 2008 : Récipiendaire lors des Indspire Awards